# Truko (Kangkung)
Truko is een bestuurslaag in het regentschap Kendal van de provincie Midden-Java, Indonesië. Truko telt 3259 inwoners (volkstelling 2010).